# 美洲原銀漢魚
美洲原銀漢魚，為輻鰭魚綱銀漢魚目擬銀漢魚科的其中一種，分布於西大西洋美國麻州至佛羅里達及墨西哥灣淡水、半鹹水及海域，為亞熱帶魚類，體長可達15公分，棲息在沙底質表層水域，以浮游生物為食，生活習性不明。